# Independencia, Coyutla
Independencia är en ort i Mexiko.   Den ligger i kommunen Coyutla och delstaten Veracruz, i den sydöstra delen av landet, 190 km nordost om huvudstaden Mexico City. Independencia ligger 113 meter över havet och antalet invånare är 269.
Terrängen runt Independencia är kuperad åt nordväst, men åt sydost är den platt. Runt Independencia är det ganska tätbefolkat, med 65 invånare per kvadratkilometer. Närmaste större samhälle är Coyutla, 16,9 km söder om Independencia. Omgivningarna runt Independencia är en mosaik av jordbruksmark och naturlig växtlighet.